# Коллин, Эльса
Эльса Коллин (швед. Elsa Collin, 3 октября 1887 — 29 июня 1941) — шведская театральная актриса, поэтесса и критик.

## Биография
Эльса родилась в Гельсингфорсе в 1887 г. Её отцом был городской врач Кнут Юхан Август Коллин, матерью — Сигрид Эльвира Эскильссон. Мать Эльсы умерла, когда ей было 2 года, и отец женился повторно. Для мачехи это был третий брак, поэтому у Эльсы было много сводных братьев и сестёр.
В 1906 г. Эльса окончила школу, сдала студенческий экзамен в Гётеборге и поступила в Лундский университет. Здесь она стала первой девушкой в шведском университете, которая участвовала в «спексах» (Spex) — театральных миниатюрах, характерных для театральных учебных заведений Швеции и Финляндии: она исполнила роль горничной в спексе «Герда», который демонстрировался в Мальмё и Гельсингфорсе. В университете Эльса примкнула к левацкой группе Den yngre gubben («Молодой старик») и писала заметки для студенческой газете совместно с Вильгельмом Экелундом, с которым её тогда связывали близкие отношения.
Получив в Лунде степень бакалавра, Эльса переехала в Стокгольм и поступила в Стокгольмский университет, одновременно работая актрисой в Lilla Teatern и Uppsala Teatern. Её интересы всё более смещались в сторону журналистики: она работала в газетах, сначала в стокгольмской редакции Le Figaro, затем театральным критиком для газеты Arbetet Мальмё. Эльса писала стихи и публиковала их в женской социал-демократическом журнале Morgonbris («Утренний бриз: журнал для работающих женщин»). Она написала два политических стихотворения Det dagas («День наступает») и Giv Ditt Namn! («Назови своё имя!»), посвященных шведскому движению за женское избирательное право. Второе стихотворение стало гимном женского движения в Швеции.
Близкой подругой Эльсы стала писательница и театральный деятель Брита фон Хорн, они вместе жили в Скагене, создали театральную труппу Dramatikerstudion и написали для неё пьесу на основе романа Бриты фон Хорн Aschebergskan på Wittskövle. Но эта пьеса была поставлена много лет спустя в 1944 г. Ингмаром Бергманом в Городском театре Хельсинки.
Эльса Коллин умерла в 1944 г. в Стокгольме, была похоронена на кладбище в Хельсинки.